# Olaf B. Bjørnstad
Olaf Bjørn Bjørnstad (* 10. Januar 1931; † 12. Mai 2013) war ein norwegischer Skispringer. 
Bjørnstad konnte nach Tagessiegen in Oberstdorf, Garmisch-Partenkirchen und Innsbruck sowie einem 3. Platz in Bischofshofen mit 888,1 Punkten die Vierschanzentournee 1953/54 vor dem Finnen Eino Kirjonen gewinnen, der 851,2 Punkte erreichte. Es blieb jedoch sein einziger internationaler Erfolg in seiner Karriere.